# アーロン・ルッソ
アーロン・ルッソ（Aaron Russo、1943年2月14日 - 2007年8月24日）は、アメリカ合衆国の映画プロデューサー、映画監督、政治運動家。日本語ではアロン・ルーソ、アーロン・ラッソ等とも表記。

## 略歴
ニューヨーク・ブルックリン区生まれ。24歳のときにナイト・クラブを開業し、レッド・ツェッペリンの米国初公演を興行。その後もグレイトフル・デッド、ジャニス・ジョプリン、ザ・フーなど60～70年代を代表するロック・アーティストのステージを相次いで打ち、彼らの人気確立に貢献する。
27歳の時には、映画プロデューサーに転身。ベット・ミドラー主演『ローズ』（1979年）、エディ・マーフィ主演『大逆転』(1983年)等を手がけ、特に『ローズ』では、アカデミー賞の主演女優賞、助演男優賞、音響賞、編集賞の4部門にノミネートされる成功を収める。
その後の活動は徐々に政治色を強めることとなり、2004年にはリバタリアン党から大統領選に立候補する。
2006年には、ドキュメンタリー映画『アメリカ─自由からファシズムへ』（America: Freedom to Fascism 日本未公開）を自ら製作・監督。同作では、連邦準備銀行 (FRB) が政府機関ではない民間の銀行であり、そもそも中央銀行の存在自体、合衆国憲法に違反していると主張した。さらに所得税は連邦準備制度 (FRS) の設立の結果導入されたもので、FRSを廃止すればただちに不要になると説いた。
2007年8月24日、膀胱癌により死去。